# Universidad Anáhuac México
La Universidad Anáhuac México es una universidad privada mexicana de la red de Universidades Anáhuac. Fue fundada en 1964, con el objetivo primordial de elevar la condición humana y social de los hombres y mujeres de México mediante una formación integral.
A partir del 2016, con el objetivo de remarcar la fortaleza de la institución, la Universidad Anáhuac México realizó el proceso de integración entre la Anáhuac México Norte y la Anáhuac México Sur, y quedó integrada por dos campus: Campus Norte, en Huixquilucan, Estado de México y Campus Sur, en avenida de las Torres, en la Ciudad de México.

## Historia
La Universidad surge en 1964 como una pieza fundamental dentro del proyecto educativo de los Legionarios de Cristo. Inició actividades en una casa ubicada en Lomas Virreyes y contando apenas con cuarenta y ocho alumnos en dos carreras: Administración de Empresas y Economía. Bajo la rectoría del padre Faustino Pardo L.C., en los siguientes años abre: Psicología y Ciencias Humanas en 1965, y Arquitectura y Derecho en 1966. En 1968 se graduó la primera generación de egresados Anáhuac y se inauguró el nuevo campus el día 4 de junio del mismo año. En 1981, el Gobierno de la República reconoció a la Universidad Anáhuac como una de las instituciones privadas de educación superior de más prestigio en el país a través del Derecho de Autonomía y Validez Oficial de Estudios. 
En 2006, la Secretaría de Educación Pública otorgó el reconocimiento a la Universidad Anáhuac como institución de excelencia académica, avalando su calidad académica y reafirmando su compromiso con la formación de líderes de acción positiva. En 2009, la Secretaría de Educación Pública entregó a la Universidad Anáhuac un reconocimiento por la calidad de sus programas.
El 11 de agosto de 2016, se llevó a cabo la ceremonia con la cual la Universidad Anáhuac Norte y la Universidad Anáhuac Sur se integraron en una sola Universidad, la Universidad Anáhuac México, con dos campus respectivos: Norte y Sur.

## Organización
La Universidad Anáhuac México forma parte de la Red de Universidades Anáhuac, una red internacional de universidades católicas dirigidas por los Legionarios de Cristo y el Regnum Christi, en la que se comparte una misión y un modelo educativo de formación integral. Dicha red posee dieciséis universidades a nivel internacional con diez instituciones en México, una en Chile, una en España, dos en Italia y dos más en Estados Unidos.
La Universidad Anáhuac México comparte un sistema educativo internacional llamado el Red Internacional de Universidades del Regnum Christi (RIU) presente en 18 países y que atiende a más de 150,000 alumnos desde preescolarridad de la institución.

## Centros docentes
La universidad cuenta con 18 facultades y escuelas:
- Facultad de Arquitectura
- Escuela de Artes
- Facultad de Bioética
- Facultad de Ciencias Actuariales
- Facultad de Ciencias de la Salud
- Facultad de Comunicación
- Escuela de Ciencias del deporte
- Facultad de Derecho
- Facultad de Diseño
- Facultad de Economía y Negocios
- Facultad de Educación y Humanidades
- Facultad de Ingeniería
- Escuela de Lenguas
- Facultad de Psicología
- Facultad de Estudios Globales
- Facultad de Responsabilidad Social
- Facultad de Turismo y Gastronomía

## Programas de liderazgo
Los Programas de Liderazgo y Excelencia tienen como propósito ser el referente, dentro y fuera de la Universidad Anáhuac México, en formación de líderes de acción positiva a través de una formación integral, personalizada y según su perfil de liderazgo.
- Vértice
- Acción
- Alpha
- Culmen
- Crea
- Genera
- Impulsa
- Sinergia

## Egresados de la Anáhuac lideran empresas que cotizan en la Bolsa Mexicana de Valores
En 2015, el medio de comunicación El Financiero publicó una investigación destacando el liderazgo de los egresados de la Universidad Anáhuac como directivos de las grandes empresas que cotizan en la Bolsa Mexicana de Valores (BMV). 